# PNA Río Deseado (GC-79)
La lancha PNA Río Deseado (GC-79) es un guardacostas de la clase Z-28 de la Prefectura Naval Argentina (PNA) asignada en 1978.

## Historia
La lancha GC-79 Río Deseado es una de las 20 unidades de la clase Z-28 adquiridas por la prefectura argentina en 1978/79 y construidas por Blohm + Voss en Alemania Occidental.
En 1982 durante la Guerra de Malvinas la GC-79 permaneció en aguas de Puerto San Julián para socorro de aviadores de la BAM San Julián (FAA). Tuvo previsto cruzar a las Islas Malvinas junto al GC-73 Cabo Corrientes pero el bloqueo enemigo lo impidió.
La GC-79 fue honrada con la condecoración Prefectura en Malvinas.